# Port Lions
Port Lions è un comune dell'Alaska di 233 abitanti.